# Arno von Lenski
Arno Ernst Max von Lenski (Czymochen, 20 juli 1893 – Eichwalde, 4 oktober 1986) was een (Oost-)Duitse Generalmajor.
Von Lenski was de zoon van een grootgrondbezitter. Tijdens de Eerste Wereldoorlog was hij eerste luitenant in het Duitse leger. Na de oorlog was hij een bekend ruiter die deelnam aan diverse ruitersporttoernooien. Daarnaast gaf hij les in de ruitersport en was hij militair bij de Reichswehr.
Van 1939 tot 1943 was hij assessor bij het beruchte Volksgerichtshof van Roland Freisler. In 1941 werd Von Lenski bevorderd tot kolonel van de Wehrmacht en in 1942 tot generaal-majoor.
In september 1942 werd hij commandant van de 24ste pantserdivisie, die deelnam aan de Slag om Stalingrad. Op 2 februari 1943 werd hij door het Rode Leger krijgsgevangen genomen en opgesloten in een kamp bij Woikova. In 1944 werd hij lid van de Bond van Duitse officieren van het Nationalkomitee Freies Deutschland (NKFD). De NKFD was een vanuit de Sovjet-Unie opererende anti-nazistische organisatie van krijgsgevangen genomen Duitse militairen. Van 1944 tot 1946 bezocht Von Lenski ook de zogenaamde "Anti-Fascistische School" van Krasnogorsk waar hij economie en politieke economie studeerde.
Van 1946 tot 1949 was hij in Moskou betrokken bij de film "De Slachting van Stalingrad".
In 1949 keerde hij naar Duitsland terug en vestigde zich in de DDR (Oost-Duitsland) waar hij zich aansloot bij de Nationaldemokratische Partei Deutschlands (NDPD), een partij waarbij veel oud-officieren zich hadden aangesloten. Van 1952 tot 1986 was hij lid van de Hoofdcommissie van de NDPD. Na 1952 was hij vicevoorzitter van de Duits-Sovjet-Russische Vriendschapsvereniging Groot-Berlijn.
Na 1952 was hij - met de rang van generaal-majoor - betrokken bij de opbouw van de Kasernierte Volkspolizei en later Nationale Volksarmee. Van 1956-1958 was hij commandant van de pantsertroepen van de Nationale Volksarmee (NVA). In 1957 werd hij onderscheiden met de Ernst-Moritz-Arndt-Medaille en de Medaille voor de strijd tegen het fascisme. Hij droeg ook de Strijdorde voor Verdienste voor Volk en Vaderland.
Van 1961 tot 1970 was hij voorzitter van de Oost-Duitse paardensportvereniging.
Von Lenski is zowel lid van de Volkskammer als van de Länderkammer geweest.

## Militaire loopbaan
Deutsches Heer
- Fähnrich: 23 maart 1912[1]
- Leutnant: 16 juni 1913[1]
- Oberleutnant: 19 augustus 1916[1]

Reichswehr
- Rittmeister: 1 mei 1923[1]
- Major: 1 juli 1933[1]

Heer
- Oberstleutnant: 1 maart 1936[1]
- Oberst: 1 augustus 1938[1]
- Generalmajor: 1 juni 1942[1]
- Generalleutnant: 1 januari 1943[1]

Nationale Volksarmee
- Generalmajor: 1 oktober 1952[1]

## Decoraties
- Duitse Kruis in goud op 21 januari 1943 als Generalleutnant en Commandant van de 24e Pantserdivisie[1][2]
- IJzeren Kruis 1914, 1e Klasse en 2e Klasse[3]
- Herhalingsgesp bij IJzeren Kruis 1939, 1e Klasse[2] en 2e Klasse[2]
- Orde van Militaire Verdienste (Beieren), 4e Klasse met Zwaarden[3]
- Ridder der Tweede Klasse in de Albrechtsorde met Zwaarden[3]
- Kruis voor Militaire Verdienste (Oostenrijk-Hongarije), 3e Klasse met Oorlogsdecoratie[3]
- Gewondeninsigne 1918 in Zwart
- Erekruis voor Frontstrijders in de Wereldoorlog
- Dienstonderscheiding van Leger en Marine, 1e Klasse (25 dienstjaren)
- IJzeren Kruis 1939, 1e Klasse en 2e Klasse
- Verdienste medaille der Nationale Volksarmee in goud[1]
- Verdienste medaille der DDR op 20 juli 1963[1]
- Vaderlandse Orde van Verdienste in goud (1973)[1]en zilver (8 mei 1965)[1]en brons (1954)
- Strijdorde voor Verdienste voor Volk en Vaderland in goud in oktober 1968[1]
- Strijdorde voor Verdienste voor Volk en Vaderland in zilver op 1 april 1966[1]
- Medaille voor Strijders tegen het Fascisme 1933-1945[2]
- Ere-dolk aangeboden door de minister van Defensie van de DDR, 1952 – 1958
- Gesp in de Vaderlandse Orde van Verdienste in 1978

## Publicatie
- In letzter Stunde. Die Entscheidung des Generals Arno von Lenski

- Bibliothèque nationale de France: cb126481920 (data)
- Gemeinsame Normdatei: 118571605
- International Standard Name Identifier: 0000 0000 9857 7000
- Library of Congress Control Number: n78079564
- Nationale Bibliotheek van Letland: 000312497
- Système universitaire de documentation: 050553488
- Virtual International Authority File: 67257531
- WorldCat: E39PBJmDpWthR9yYKggbKT3xXd